# Meade Lux Lewis
Meade Anderson, Lux, Lewis (Chicago, 4 de septiembre de 1905 - Mineápolis, 7 de junio de 1964) fue un pianista y compositor estadounidense.
Durante sus primeros años vivió en Louisville (Kentucky, Estados Unidos) y cuando regresó a su ciudad natal, su padre lo inició en el violín, instrumento que abandonaría por el piano después de la muerte de este en 1921 y tras haber escuchado tocar a Jimmy Yancey. Con el tiempo se convertiría de manera autodidacta en un maestro de la improvisación. En 1927 grabó su tema «Honky Tonk Train Blues», que en el futuro se convertiría en uno de los clásicos del boogie-woogie, pero que entonces no tuvo éxito comercial alguno. 
Tras ser descubierto por John Hammond y volver a grabar «Honky Tonk Train Blues» en 1935 (para la disquera británica Parlophone, ya que ninguna disquera estadounidense quiso arriesgarse a hacerlo), Lewis vio reiniciada su carrera discográfica. Su gran momento llegó tras su participación en el espectáculo From Spiritual to Swing organizado por John Hammond y celebrado en el Carnegie Hall de Nueva York en 1938. Durante la década siguiente participó en diversos filmes, entre los que destaca New Orleans de Arthur Lubin (1947). En 1952, con Pete Johnson, Erroll Garner y Art Tatum, realizó una gira nacional que se denominó Piano Parade. Para entonces, su obesidad había comenzado a ocasionarle problemas de salud. 
Falleció en Mineápolis (Minnesota, Estados Unidos) el 7 de junio de 1964, cuando, al regreso de una presentación, su automóvil se estrelló contra un árbol.
- Datos: Q1399605
- Multimedia: Meade Lux Lewis / Q1399605